# Epirrhoe rivatula
Epirrhoe rivatula là một loài bướm đêm trong họ Geometridae.